# Isla de Xavier
Isla de Xavier (en portugués: Ilha do Xavier) es el nombre de una isla que se encuentra situada en el océano Atlántico, en la costa sur de Brasil, a lo largo de la isla de Santa Catarina, frente a la Playa Mole (Praia Mole). Es parte de la municipalidad de Florianópolis.
Sigue intacta y cubierta con bosques nativos, es el hogar de muchas aves. Es frecuentada por buceadores y pescadores.